# Congressional Black Caucus
Der Congressional Black Caucus ist die Vereinigung afroamerikanischer Mitglieder des Kongresses der Vereinigten Staaten. Der 1971 gegründete Caucus wurde zu einer einflussreichen Gruppe, die in das Gesetzgebungsverfahren durch Interessenartikulation eingreift. Die meisten Mitglieder gehören der Demokratischen Partei an.

## Vorgeschichte

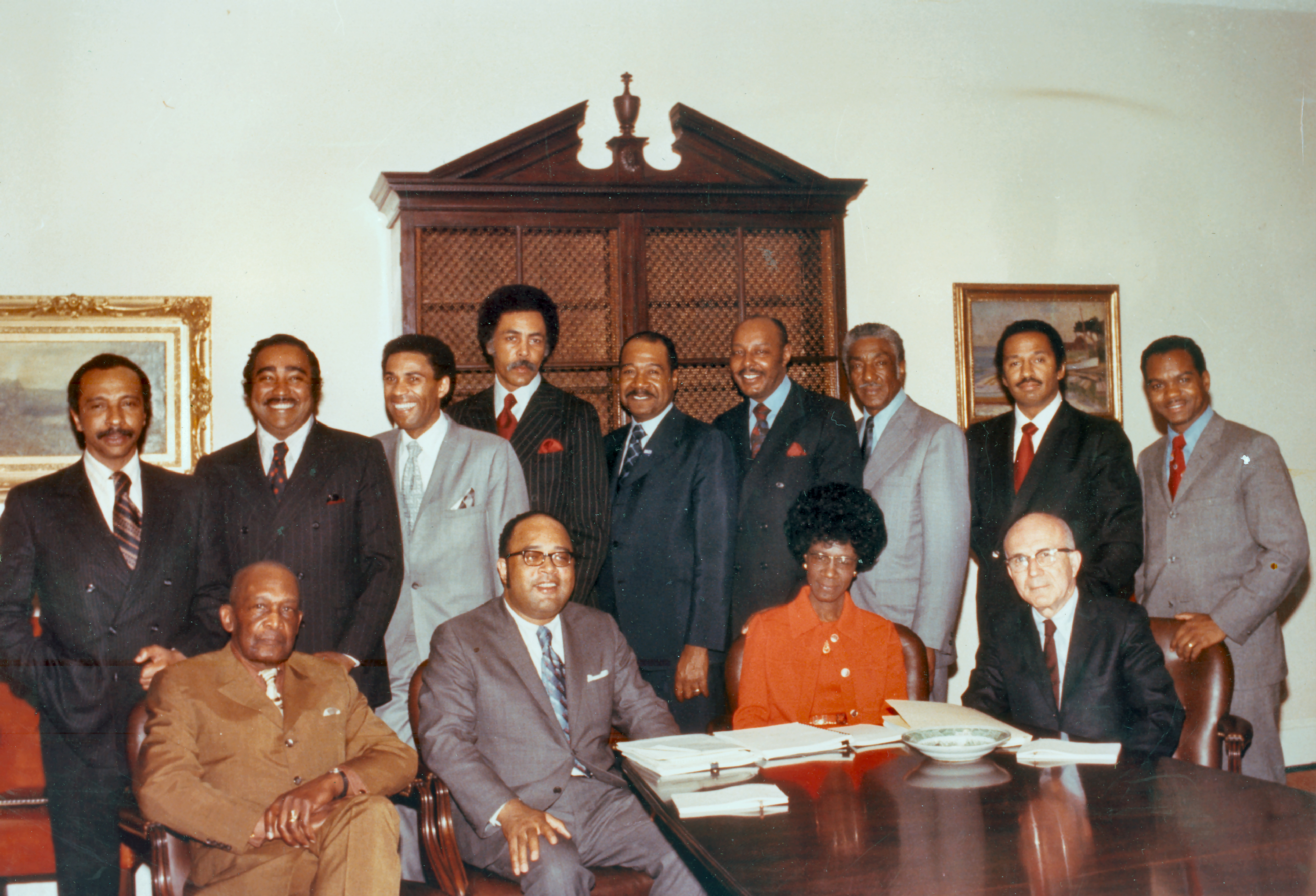
Die Gründungsmitglieder des Congressional Black Caucus (1971)

Nach der Reconstruction hatten wegen der Jim-Crow-Gesetze nur wenige Afroamerikaner politische Positionen erhalten, was sich im Zuge der Bürgerrechtsbewegung Mitte des 20. Jahrhunderts änderte. Als Charles Diggs 1955 für Michigan ins Repräsentantenhaus der Vereinigten Staaten einzog, bemerkte er, dass Afroamerikaner ihre Interessen im Kongress kaum artikulierten und die bisherigen beiden Afroamerikaner im Repräsentantenhaus, William Dawson (Illinois) und Adam Clayton Powell (New York), sich kaum austauschten. Diese drei Abgeordneten im 84. Kongress stellten die größte Zahl an Afroamerikanern seit der Reconstruction dar, die gemeinsam im Kongress saßen.
Auf Initiative Diggs’ wurde zu Beginn des 91. Kongresses 1969 das Democratic Select Committee (DSC) eingerichtet, in dem die inzwischen neun afroamerikanischen Abgeordneten Informationen austauschen und sich mit der Führung des Repräsentantenhauses abstimmen sollten. Die informelle Gruppe traf sich unregelmäßig und war nicht mit eigenen finanziellen Mitteln ausgestattet. Die damals neugewählten Abgeordneten Bill Clay (Missouri), Louis Stokes (Ohio) und Shirley Chisholm (New York), deren Wahl durch die Schaffung mehrheitlich afroamerikanischer Kongresswahlbezirke infolge des Voting Rights Act begünstigt worden war, unterstützten die Schaffung einer effizienteren Vertretung ihrer Interessen. Den lange in der institutionalisierten Politik marginalisierten und an vielen Orten unrepräsentierten Afroamerikanern sollte in einer solchen Vereinigung insgesamt Gehör verschafft werden.

## Entstehung und Ausrichtung

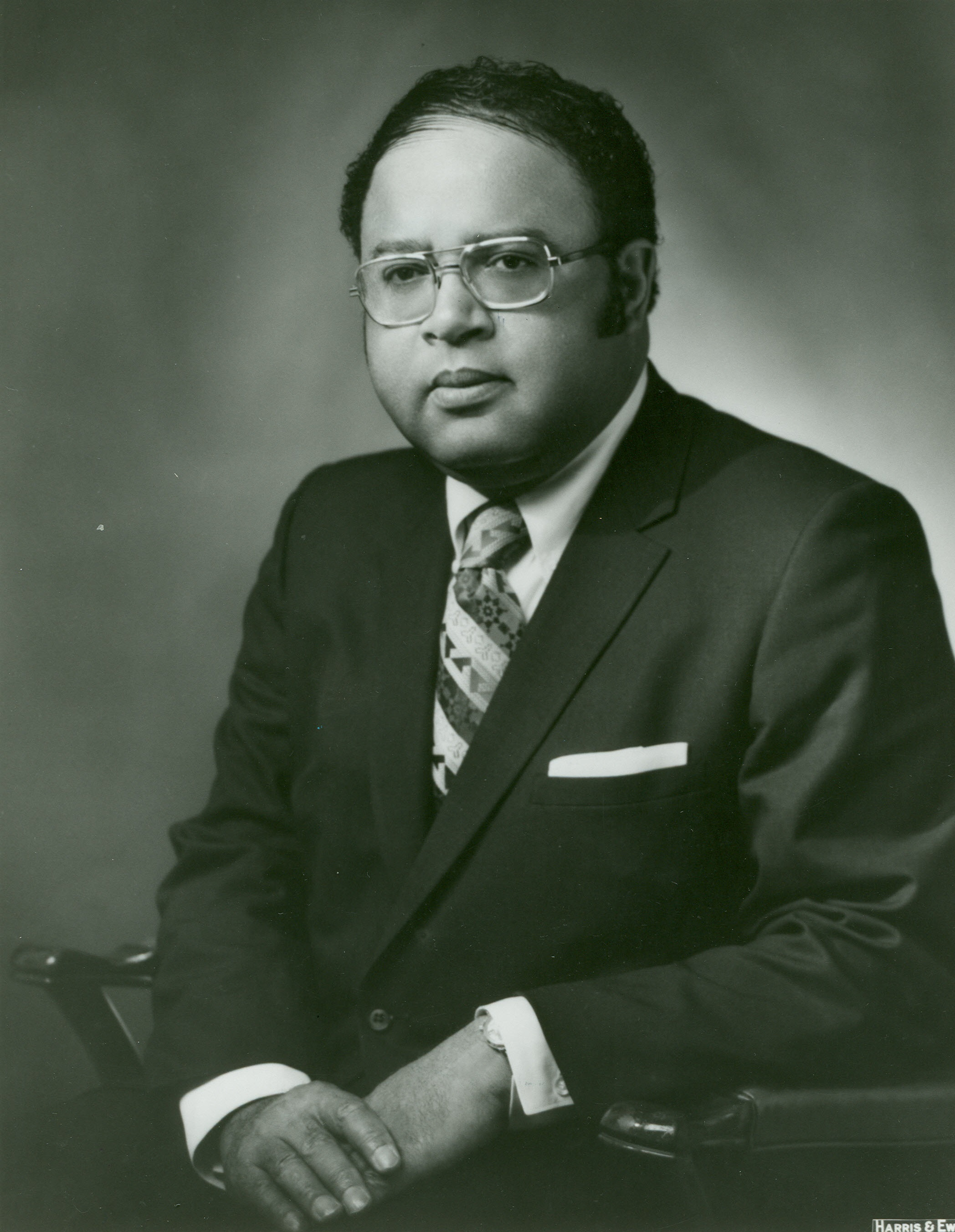
Charles Diggs, der erste Vorsitzende

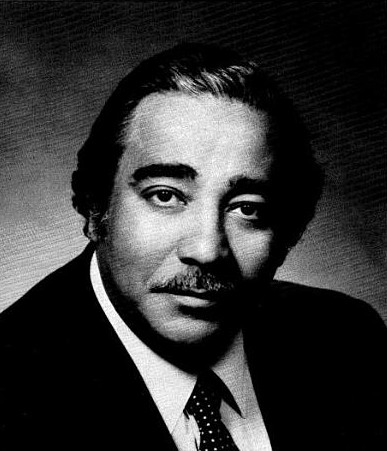
Charles Rangel, der Namensgeber

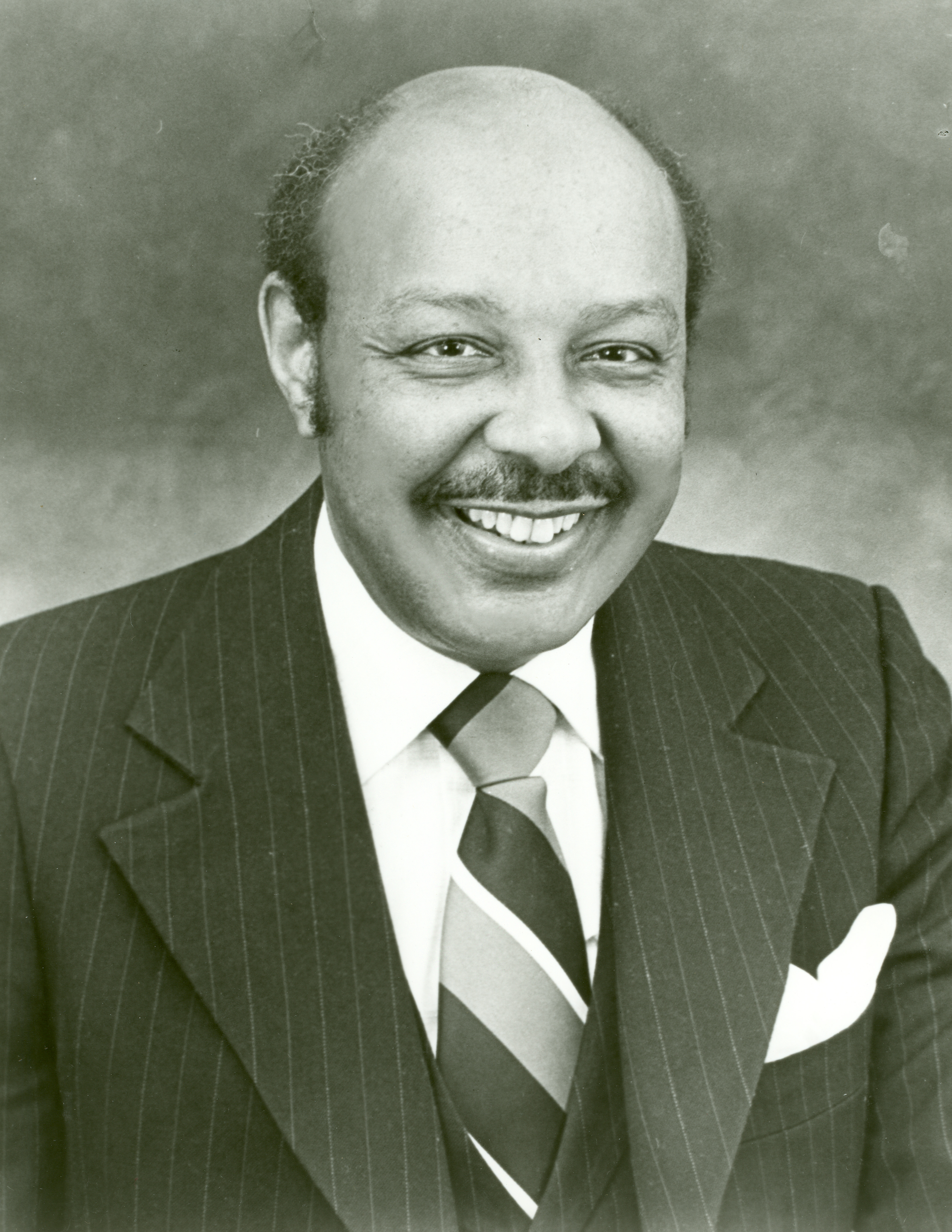
Louis Stokes, der zweite Vorsitzende

Zu Beginn des 92. Kongresses 1971 waren 13 Afroamerikaner im Repräsentantenhaus vertreten, mehr als je zuvor. Am 2. Februar 1971 traf das DSC zusammen und beschloss auf Anregung Clays die Gründung eines überparteilichen, formellen Netzwerks der afroamerikanischen Kongressabgeordneten. Der neugewählte Abgeordnete Charles B. Rangel schlug die Bezeichnung „Congressional Black Caucus“ vor, als erster Vorsitzender wurde Charles Diggs gewählt. Er erklärte: „Black people have no permanent friends, no permanent enemies … just permanent interests“ (Schwarze haben keine dauerhaften Freunde, keine dauerhaften Feinde, sondern einfach dauerhafte Interessen), was zur Leitlinie in den ersten Jahren und zum Motto der Vereinigung wurde. Clay erinnerte sich später, dass das große Wählerpotenzial, das die Mitglieder des Caucus vertrat, vor allem in Einfluss zur wirtschaftlichen Besserstellung umgesetzt werden sollte. Die meisten Mitglieder der Gruppe seien nicht durch die Unterstützung von Gewerkschaften oder anderen Interessengruppen in den Kongress gewählt worden und dadurch freier in ihrer Entscheidungsfindung und Politik als die meisten anderen Abgeordneten.
Erstmals für öffentliches Aufsehen sorgte der Caucus im Januar 1971, als Präsident Richard Nixon sich weigerte, die Gruppe zu empfangen und diese daraufhin dessen State of the Union Address boykottierte. Nixon lud die Gruppe schließlich im März 1971 ins Weiße Haus, was von der Presse in den USA breit berichtet wurde und den Caucus weithin bekannt machte. Daraufhin wandte die Gruppe häufig ähnliche Strategien an, um Aufmerksamkeit zu erzeugen, und erhielt bald den Ruf eines irritierenden Moments im Kongress. Große Erwartungen begleiteten die Gründungsphase, als manche Beobachter erwarteten, der Caucus werde sich als Kollektiv zum nationalen Sprachrohr der vereinten Interessen der Afroamerikaner im ganzen Land entwickeln. Der Caucus nahm politische Vorschläge aus allen Teilen der afroamerikanischen Gemeinschaft und Interessenverbänden auf und verteilte Informationen, war aber durch interne Auseinandersetzungen und Unstimmigkeiten außerstande, den hohen Erwartungen gerecht zu werden. Diggs versuchte 1972 eine nationale Versammlung der Afroamerikaner zu organisieren, was der Caucus jedoch ablehnte, weil einige Mitglieder fürchteten, die daraus entstehende Entwicklung nicht unter Kontrolle zu haben. Auch Shirley Chisholms Präsidentschaftskandidatur 1972 sorgte für Spannungen; als einziges weibliches Gründungsmitglied des Caucus fühlte sie sich nicht genügend unterstützt, da nur zwei weitere Mitglieder sich öffentlich für ihre Kandidatur aussprachen, Ron Dellums und Parren Mitchell. Chisholm wurde dafür kritisiert, dass sie zu Vertretern anderer Gesellschaftsgruppen Kontakte aufbaue und damit die einheitliche Mission des Caucus in Frage stelle sowie Geschlecht über Race stelle.
Der Caucus entfernte sich deshalb unter der Führung von Louis Stokes, der 1972 Diggs als Vorsitzenden abgelöst hatte, vom Modell der kollektiven Repräsentation aller Afroamerikaner. Seine Mitglieder betrachteten sich zunehmend nur noch als Vertreter ihrer jeweiligen Wahlbezirke, zogen sich aus der nationalen Aufmerksamkeit zurück und konzentrierten sich auf ihre Expertise in der Gesetzgebung für die Bedürfnisse der jeweiligen Wähler. Laut der Politikwissenschaftlerin Marguerite Ross Barnett wurde der Caucus zudem gegen 1975 professioneller, indem er nicht mehr vorwiegend auf Entwicklungen reagierte, sondern eigene Vorstellungen für die Gesetzgebung entwickelte. Die Spannung zwischen den Ansprüchen kollektiver politischer Führung in afroamerikanischen Fragen und individueller Repräsentation blieb laut der Politikwissenschaftlerin Carol Swain bis in die 1990er Jahre prävalent.

## Mitgliedschaft und Einfluss
Viele der frühen Mitglieder des Caucus hatten außerhalb der institutionalisierten Politik an der Bürgerrechtsbewegung teilgenommen, während spätere Mitglieder eher technokratisch orientiert waren, die mit Expertise in der Gesetzgebung das System von innen heraus gestalteten. 1975 beantragte der Weiße Pete Stark, der einen Kongresswahlbezirk in Oakland, Kalifornien mit einem großen Anteil afroamerikanischer Bevölkerung vertrat, die Aufnahme in den Caucus, was aus Gründen der Symbolhaftigkeit ausschließlich afroamerikanischer Mitglieder abgelehnt wurde. Diese ungeschriebene Regel wurde aufrechterhalten, auch wenn zuweilen Weiße als nicht stimmberechtigte Assoziierte aufgenommen worden sind. Zuletzt wurde Steve Cohen, der bei der Wahl 2006 einen mehrheitlich afroamerikanischen Wahlkreis in Tennessee mit dem Versprechen gewonnen hatte, sich dem Caucus anzuschließen, nicht aufgenommen.
Viele Mitglieder des Caucus blieben über Jahrzehnte im Kongress, deutlich länger als der Durchschnitt aller Abgeordneten, was ihnen besonderes Gewicht unter anderem wegen der Senioritätsregel bei der Vergabe von Führungspositionen gab. Seit Mitte der 1970er Jahre setzte der Caucus unter der Führung Charles Rangels durch, dass in allen besonders wichtigen Ausschüssen des Repräsentantenhauses Afroamerikaner vertreten waren, in manchen Ausschüssen übernahmen sie den Ausschussvorsitz. Auch wenn im 99. Kongress ab 1985 nur 20 Afroamerikaner vertreten waren, saßen fünf von ihnen Ausschüssen vor (und zwei Sonder- sowie 16 Unterausschüssen). 1971 forderte John Conyers den Fraktionsvorsitzenden Carl Albert in einer symbolischen Geste heraus und unterlag mit 20 zu 220 Stimmen, weitere Mitglieder des Caucus kamen bald ins Democratic Steering and Policy Committee, das die Gesetzgebungsarbeit vorbereitet (Barbara Jordan, Ralph Metcalfe, Harold E. Ford), 1983 wurde Charles Rangel zum stellvertretenden Whip bestimmt, William H. Gray wurde 1989 Majority Whip und erhielt damit die dritthöchste Führungsposition der Demokraten im Repräsentantenhaus. In der Zeit nach der Watergate-Affäre kam es generell zu vielen Ermittlungsverfahren wegen Korruption, bei denen Afroamerikaner deutlich überrepräsentiert waren. Zwischen 1981 und 1993 war die Hälfte der Caucusmitglieder Gegenstand von Ermittlungsverfahren oder Anklagen, auch wenn die wenigsten von ihnen verurteilt wurden. Von den 465 Untersuchungen zu politischer Korruption, die das Justizministerium zwischen 1983 und 1988 durchführte, richteten sich 14 Prozent gegen afroamerikanische Politiker, obwohl sie nur 3 Prozent der Abgeordneten stellten. Die meisten wurden anschließend wiedergewählt, was für eine starke Loyalität ihrer Wählerschaft spricht.
In 1990er Jahren stieg die Zahl afroamerikanischer Abgeordneter (wie zuvor bereits in den Jahren bis 1977) stark auf etwa 40 an, was das Gewicht des Caucus stärkte, auch wenn Afroamerikaner im Kongress weiterhin stark unterrepräsentiert blieben. Wie zur Zeit der Regierung Carter waren auch unter Präsident Bill Clinton viele Mitglieder des Caucus kritisch gegenüber der Regierungspolitik, obwohl sie derselben Partei angehörten. Während die meisten früheren afroamerikanischen Abgeordneten Männer aus den Städten des Nordens gewesen waren, kamen mehr Frauen und Politiker aus den Südstaaten und Vorstädten sowie ländlichen Gebieten hinzu. Die Spannungen innerhalb der Gruppe nahmen zu, die Themen wurden diversifiziert, etwa hin zu Südstaateninteressen wie Raumfahrt oder Tabakanbau. Als die Republikaner 1995 nach Jahrzehnten wieder die Mehrheit im Repräsentantenhaus übernahmen, verlor der Caucus wegen der wenigen Afroamerikaner unter den Republikanern an Bedeutung. Die Demokraten eroberten Anfang 2007 nach zwölf Jahren in der Minderheit im 110. Kongress wieder die Mehrheit zurück, was auch die Macht des Caucus wieder wachsen ließ, zumal inzwischen sämtliche seiner Mitglieder Demokraten waren. Das Senioritätsprinzip brachte 22 der damals 43 Afroamerikaner im Repräsentantenhaus Führungspositionen in Ausschüssen ein. 2007 forderte der republikanische Abgeordnete Tom Tancredo die Abschaffung des Caucus, da er die Idee einer „farbenblinden“ Gesellschaft konterkariere. Die Gruppe versucht ihren Einfluss auf Entscheidungsprozesse insbesondere bei der Demokratischen Partei zu sichern und protestierte etwa 2016 gegen die Versuche des Präsidentschaftskandidaten Bernie Sanders, die Macht der sogenannten Superdelegierten bei der innerparteilichen Vorwahl zu brechen. Im 115. Kongress ab 2017 gehörte ein Mitglied der Republikaner dem Caucus an, Mia Love (Utah). Zwischen 2013 (Ausscheiden von Allen West) und 2015 hatte dem Caucus kein Republikaner angehört. Love erklärte, sie wolle sich dem Caucus anschließen, um ihn von innen zu verändern, weil die Gruppe bisher Emotionen wie Angst und Rassismus schüre. Viele Republikaner lehnen den Caucus als Zeichen der Identitätspolitik ab; Politiker wie Tim Scott, Will Hurd und J. C. Watts lehnten eine Mitgliedschaft ab.

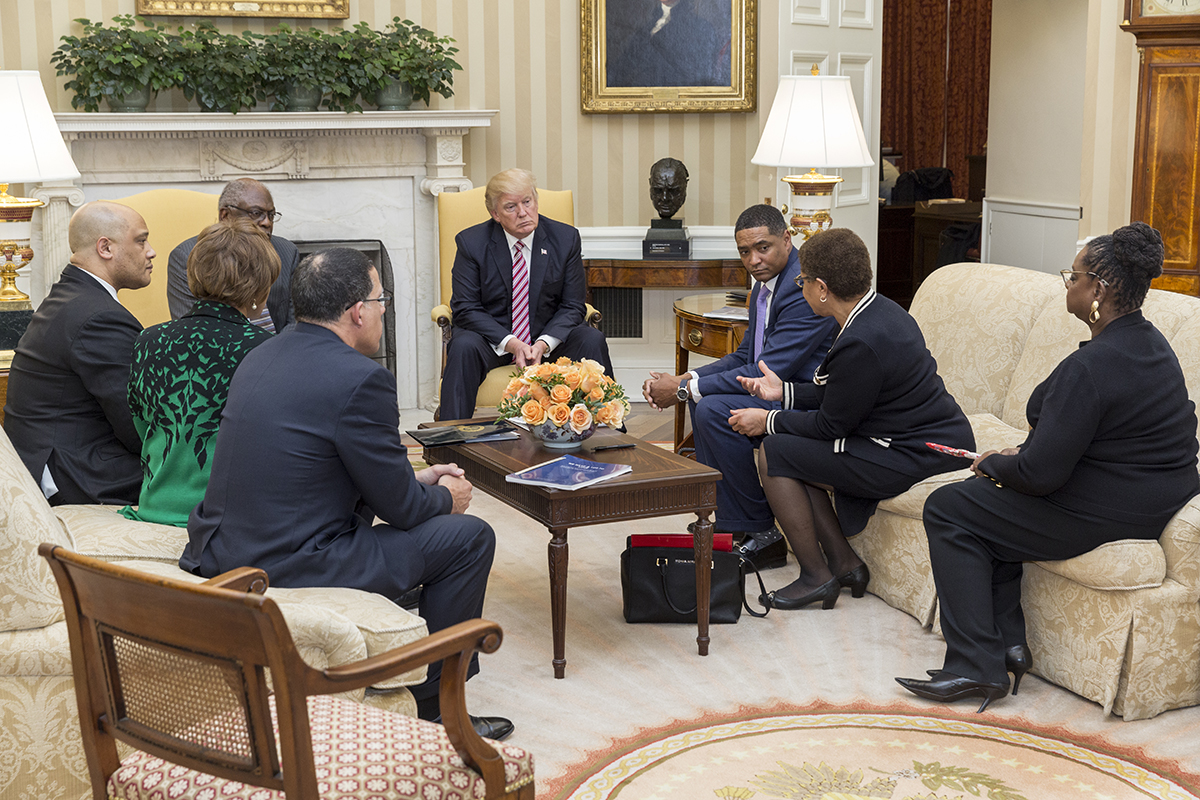
Mitglieder des Congressional Black Caucus bei Präsident Donald Trump im Oval Office (März 2017)

Während Donald Trumps erster Präsidentschaft waren die Beziehungen des Caucus zum Präsidenten angespannt. Hatten sie sich noch im März 2017 mit Donald Trump im Weißen Haus getroffen – was mit bisherigen Präsidenten zuweilen ebenfalls geschehen war –, blieben sieben der 48 Mitglieder der State of the Union Address im Januar 2018 fern, die erschienen, protestierten stumm gegen die Regierung Trump, indem sie sämtlich afrikanische Kente-Stoffe trugen. Sie kritisierten die Rhetorik des Präsidenten, den Protest von NFL-Spielern gegen rassistische Polizeigewalt lächerlich zu machen und afrikanische Staaten als „Scheißlochländer“ (shit hole countries) zu bezeichnen, sowie politische Entscheidungen Trumps, die Afroamerikanern Nachteile bringen wie die Beschränkung der Affirmative Action. Barbara Lee und Hakeem Jeffries bewarben sich im November 2018 um die Führungsposition des Vorsitzenden des House Democratic Caucus, nachdem die Demokraten nach der Wahl 2018 wieder die Mehrheit im Repräsentantenhaus stellten. Politico wertete die Kampfkandidatur zwischen Bass und Jeffries als Zeichen des wachsenden Einflusses des Congressional Black Caucus, aber auch seiner generationellen Konflikte: Der damals 48-jährige Jeffries umging mit seiner Kandidatur die ungeschriebene Regel der Seniorität gegen die damals 72-jährige Lee und setzte sich durch. Mit den Vorsitzenden Maxine Waters im Finanz- und Elijah Cummings im Kontrollausschuss sowie fünf von sechs Unterausschüssen des Finanzausschusses, die von afroamerikanischen Abgeordneten geleitet werden, üben Mitglieder des Congressional Black Caucus im 116. Kongress großen Einfluss auf die Regulierung der Finanzwirtschaft, die als eine der letzten Branchen desegregiert worden war und für Afroamerikaner überproportional viele Schwierigkeiten in der Finanzkrise ab 2007 brachte. Der gewachsene Einfluss des Caucus zeigt sich auch darin, dass viele Spitzenmitarbeiter von Caucusmitgliedern Lobbyisten in der Finanzwirtschaft wurden.

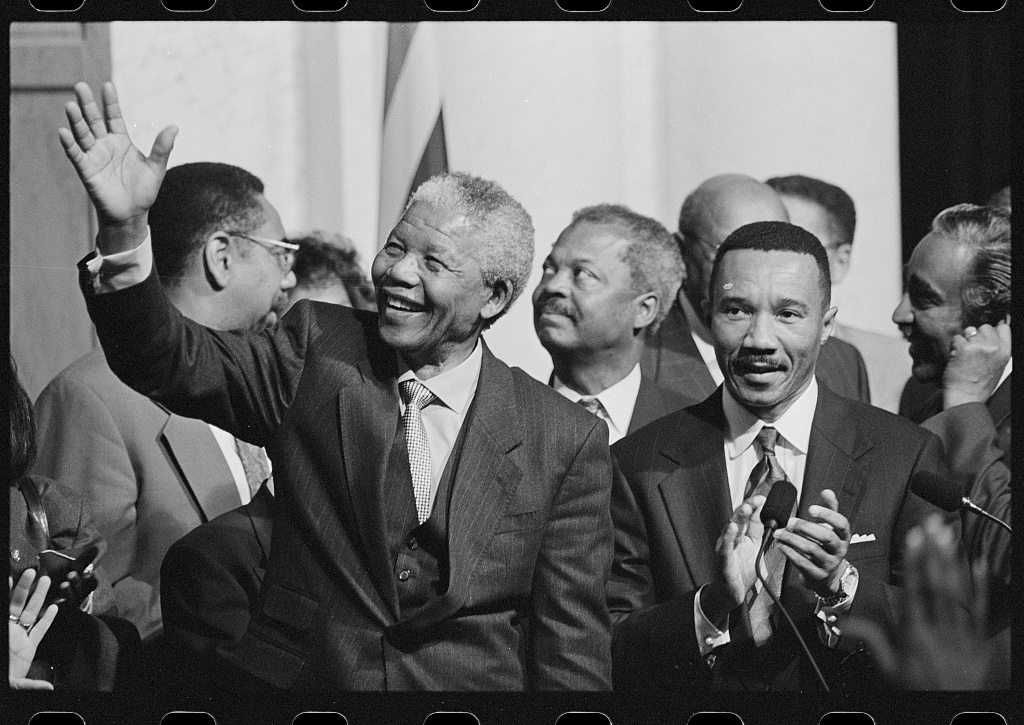
Nelson Mandela 1994 zu Besuch beim Congressional Black Caucus in der Library of Congress, rechts neben ihm Kweisi Mfume, Foto von Maureen Keating

Der Caucus setzte sich im Kongress insbesondere für die wirtschaftliche Entwicklung afroamerikanischer Gemeinschaften ein und forderte immer wieder zusätzliche Mittel für diese Aufgaben. Als Erfolge der Gruppe gelten der  Act von 1973, der Washington, D.C. begrenzte Autonomie gewährte, und die Ausrufung des Geburtstags Martin Luther Kings als Feiertag zu dessen 100. Geburtstag 1983 (Martin Luther King Day). 1986 wurde mit seiner Hilfe der Comprehensive Anti-Apartheid Act gegen ein Veto Präsident Reagans durchgesetzt, der Sanktionen gegen die Apartheid forderte und half, Nelson Mandela aus der Haft zu entlassen. 1994 brachte der Caucus ein Gesetz ein, das die Rückkehr des durch einen Putsch verdrängten Präsidenten Jean-Bertrand Aristide auf Haiti vorsah und die Politik Bill Clintons in dieser Frage entscheidend beeinflusste. 2005 scheiterte zwar ein umfassendes, vom Caucus angestoßenes Hilfspaket für die Opfer des Hurrikan Katrina im Kongress, zwang die Regierung George W. Bush aber, ihre Hilfsmaßnahmen zu intensivieren.

## Organisation und Vorsitzende

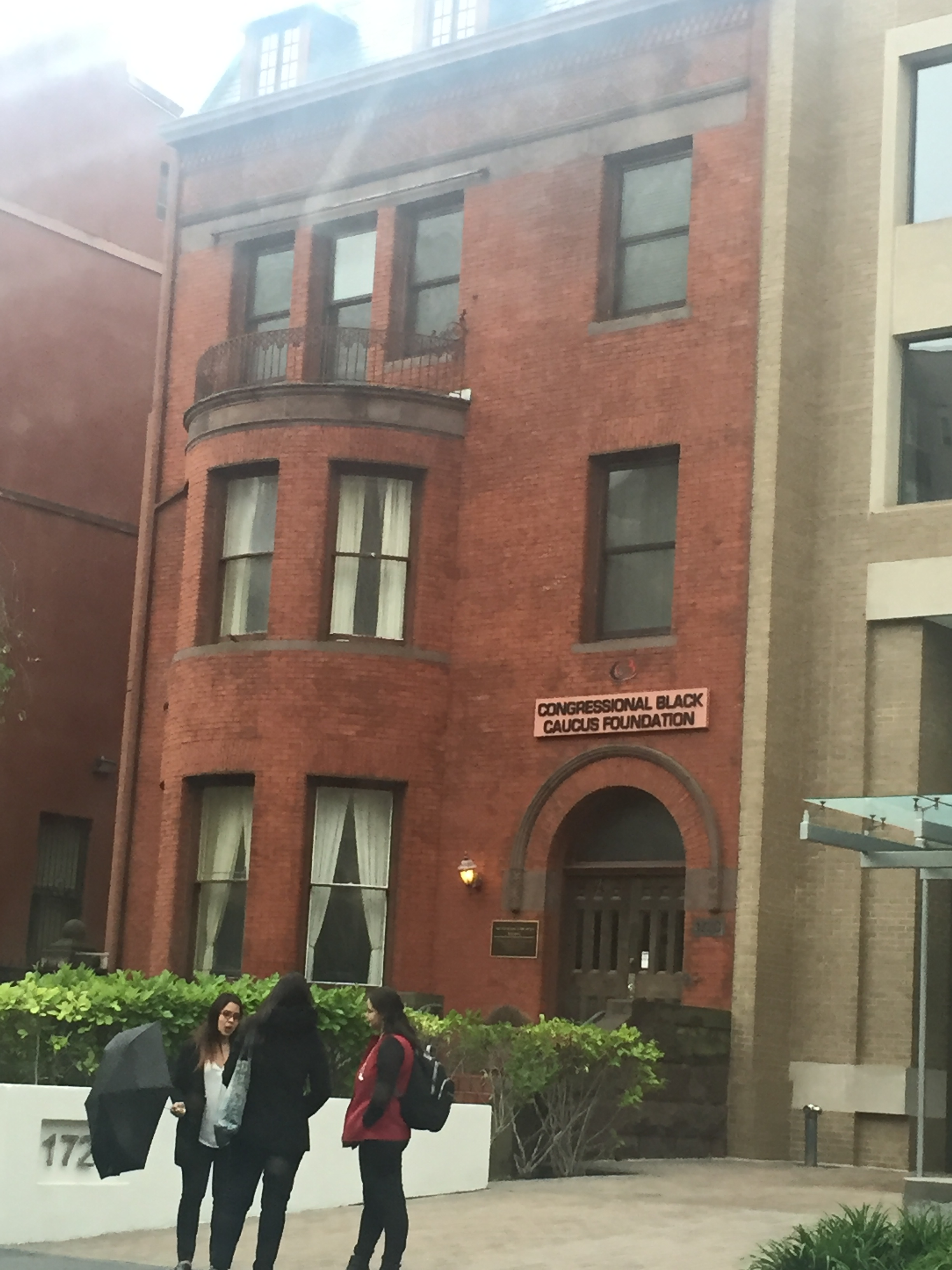
Gebäude der Congressional Black Caucus Foundation

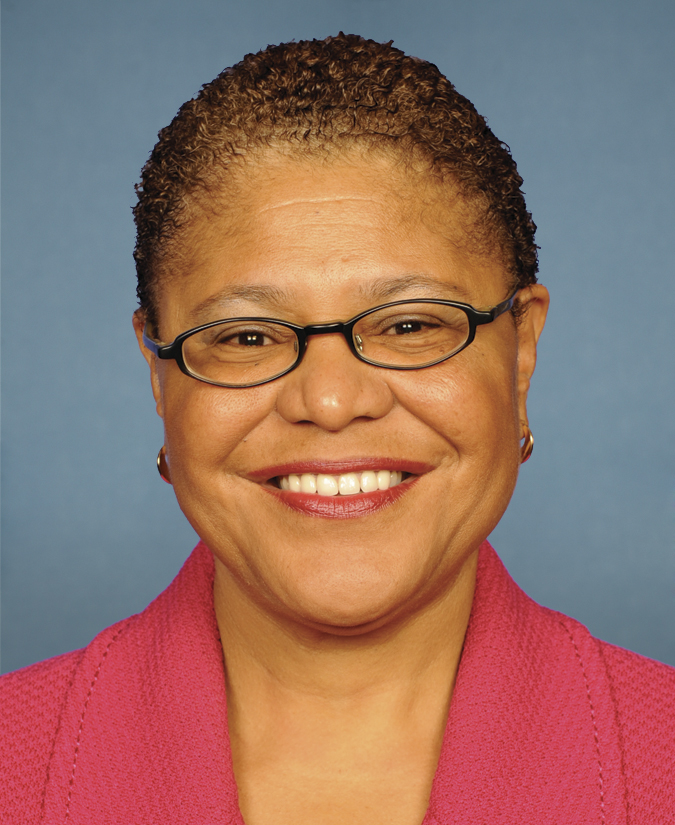
Karen Bass, Vorsitzende von 2019 bis 2021

### Organisation
Der Congressional Black Caucus war im 115. Kongress eine von über 470 Congressional Member Organizations (CBO), die im Committee on House Administration registriert sind. Seit dem 104. Kongress erhält der Caucus keine eigenständige Förderung mehr, sondern wird von Beiträgen finanziert, die den einzelnen Mitgliedern an öffentlichen Mitteln zur Verfügung gestellt werden. Mitarbeiter, die für den Caucus arbeiten, sind deshalb bei einzelnen Abgeordneten angestellt; der Caucus selbst gilt organisatorisch nicht als eigenständige Institution. 1976 wurde die Congressional Black Caucus Foundation gegründet, eine nicht profitorientierte Stiftung. Sie fördert Bildung, wirtschaftliche Entwicklung, Gesundheit und Projekte in Afrika. Seitdem gibt es auch das CBC Fellows Program, das afroamerikanischen Studenten Karrieremöglichkeiten im politischen Feld eröffnen soll.

### Leitung im 117. Kongress
- Vorsitzende:  Joyce Beatty (OH-3, D)
- Erster Vize-Vorsitzender: Steven Horsford (NV-04, D)
- Zweite Vize-Vorsitzende: Brenda Lawrence (MI-14, D)
- Whip: Hank Johnson (GA-4, D)
- Parliamentarian: Sheila Jackson Lee (TX-18, D)
- Sekretär: Frederica Wilson (FL-24, D)
- Member-at-large: Joe Neguse (CO-02, D)

### Liste der Vorsitzenden

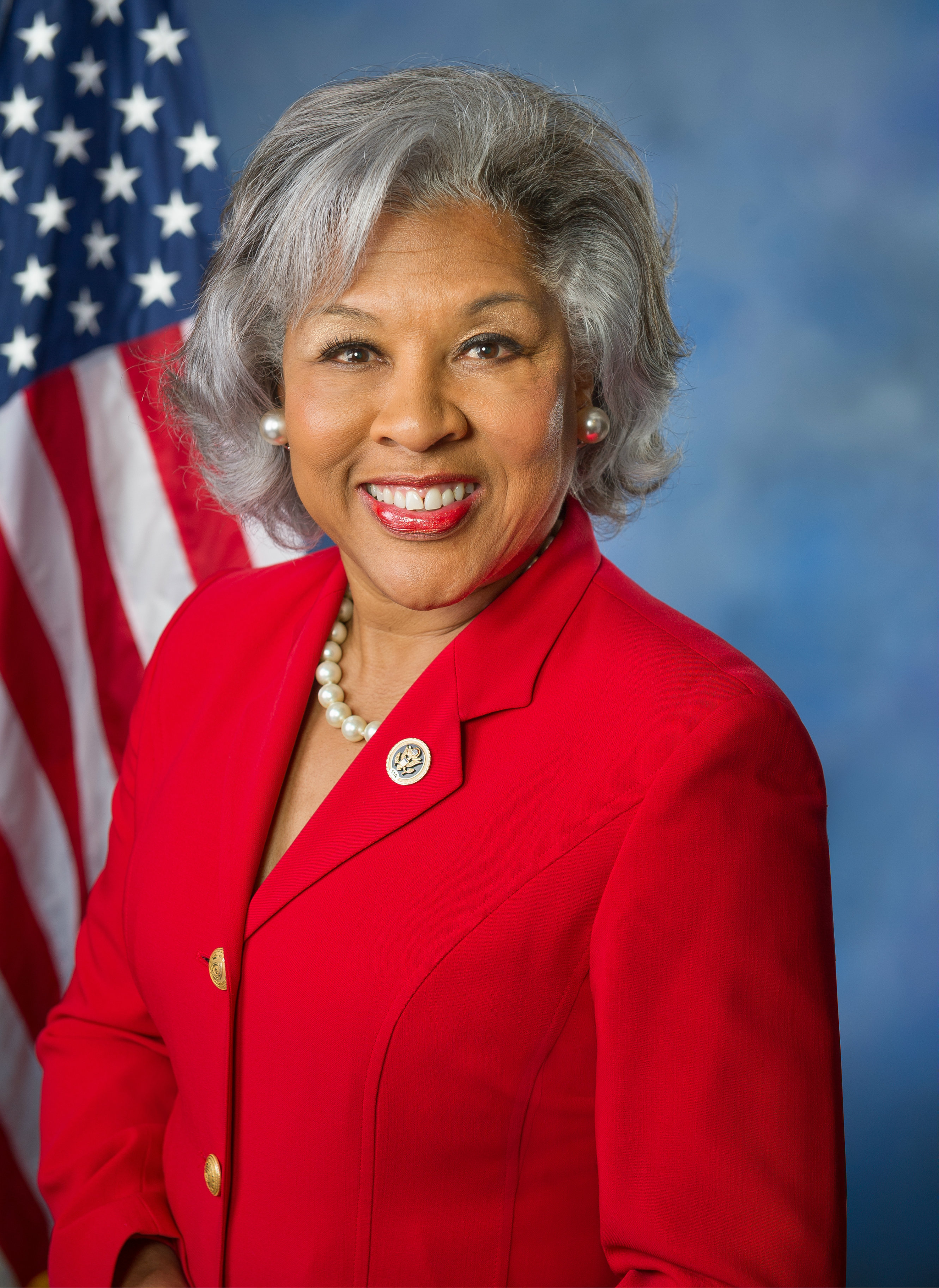
Joyce Beatty, Vorsitzende ab 2021

Die Vorsitzenden des Caucus werden üblicherweise alle zwei Jahre nach der Wahl zum Repräsentantenhaus bestimmt und werden üblicherweise für die Dauer eines Kongresses, also für zwei Jahre, gewählt. Bisherige Vorsitzende waren:
- Charles Diggs (92. Kongress, 1971–1972)
- Louis Stokes (92. und 93. Kongress, 1972–1974)
- Charles B. Rangel (93. und 94. Kongress, 1974–1976)
- Yvonne Brathwaite Burke (94. Kongress, 1976–1977)
- Parren Mitchell (95. Kongress, 1977–1979)
- Cardiss Collins (96. Kongress, 1979–1981)
- Walter E. Fauntroy (97. Kongress, 1981–1983)
- Julian Carey Dixon (98. Kongress, 1983–1985)
- Mickey Leland (99. Kongress, 1985–1987)
- Mervyn Malcolm Dymally (100. Kongress, 1987–1989)
- Ron Dellums (101. Kongress, 1989–1991)
- Edolphus Towns (102. Kongress, 1991–1993)
- Kweisi Mfume (103. Kongress, 1993–1995)
- Donald M. Payne (104. Kongress, 1995–1997)
- Maxine Waters (105. Kongress, 1997–1999)
- Jim Clyburn (106. Kongress, 1999–2001)
- Eddie Bernice Johnson (107. Kongress, 2001–2003)
- Elijah Cummings (108. Kongress, 2003–2005)
- Mel Watt (109. Kongress, 2005–2007)
- Carolyn Cheeks Kilpatrick (110. Kongress, 2007–2009)
- Barbara Lee (111. Kongress, 2009–2011)
- Emanuel Cleaver (112. Kongress, 2011–2013)
- Marcia Fudge (113. Kongress, 2013–2015)
- G. K. Butterfield (114. Kongress, 2015–2017)
- Cedric Richmond (115. Kongress, 2017–2019)
- Karen Bass (116. Kongress, 2019–2021)
- Joyce Beatty (117. Kongress, ab 2021)